# 井戸

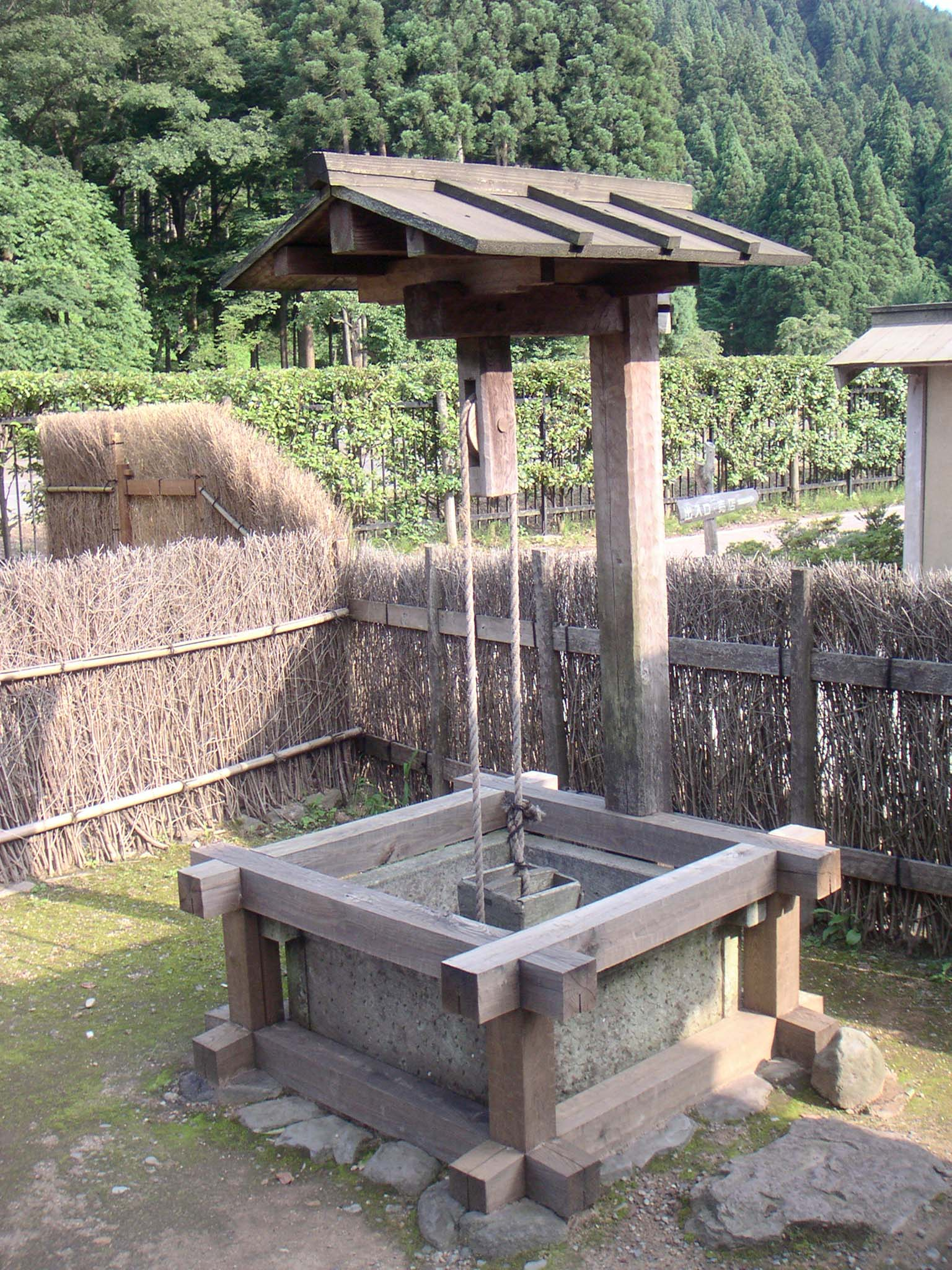
一乗谷朝倉氏遺跡で復元した戦国時代の井戸。井桁を備え、つるべと桶で使用する。

井戸（いど）は、広義には地下資源（地下水、温泉、石油、天然ガス、地熱など）の採取や調査・観測などのために地中に向かって掘った設備。
一般に「井戸」といった場合には地下の帯水層から地下水を汲み上げるために地層や岩石を人工的に掘削した採水施設を指すことが多い。以下、地下水を汲む井戸を中心に説明する。

## 概要
採水施設としての井戸の多くは地面に垂直に掘られた井戸（竪井戸）である。一般的に井戸は地下深い水源から取水しているものほど水量は安定し水質もよい。
現在日本では、伝統的な井戸を新しく設置する事は少なくなってきている。しかし水源としての地下水は今もって重要であり、自治体によっては表流水ではなく、地下水のみを水道水源として井戸を使用している地域もある。水道水源の取水設備としての揚水井戸には浄水場が併設され、全体として浄水場と呼ばれることもある。
日本の政府開発援助、NGOの手などにより、アフリカ諸国を中心に、井戸の掘削、手押しポンプの設置などが進められている。
日本語の「いど」の語源は水の集まるところを意味する「井処」に由来する。

## 歴史
人類の祖先は水源として湧泉や渓流を利用していたが、湧出量を増やすあるいは濁らない水を得るといった目的から、やがて湧口を広げ水を溜めて用いるようになった。
シリア北東部、新石器時代のテル・セクル・アルアヘイマル遺跡から発見された井戸は約9,000年前のもので、浄水目的では最古の例と云われている。日本での古い井戸として、御井神社（島根県）の井戸、法輪寺（奈良県）の井戸、玉の井（鹿児島県）が挙げられる。
井戸は窪地や崖下に作られることが多かったが、地下水面の深くなっている場所では階段式・すりばち式・螺旋式などの方法が用いられた。掘井戸の掘削方法で帯水層に達することができぬほど地表と地下水面（帯水層）が離れている場合には、まず地表にすり鉢状の窪地を掘り、その底に掘井戸を掘削する方法がとられた。これを「まいまいず井戸」と呼ぶ（地域により呼称が異なる）。すり鉢状の斜面には井戸端に降りて行くための螺旋型の歩道が作られた。
江戸時代中期に、鉄の棒で地面を突いて掘る掘り抜き井戸が広まった。江戸末期から明治中期には、上総掘りという方法が発達した。江戸時代の毎年7月7日に、井戸の大掃除（井戸さらい、井戸替え、井戸浚、いどさらえ、いざらし）と呼ばれる井戸の水を抜いて井戸底の異物を取り除く作業が行われた。
大正時代から手押しポンプが普及した。

## 井戸の種類

### 竪井戸と横井戸
地面に垂直に掘って地下水を汲み上げる井戸を竪井戸、山の崖など斜面に水平方向に掘る井戸を横井戸という。
横井戸に比べ竪井戸のほうが圧倒的に数が多い。横井戸の代表例としてカナートがある。日本では有名な横井戸として大阪府茨木市岩坂にあった横井戸がある。

### 被圧井戸と重力井戸
井戸が被圧帯水層中に掘られているものを被圧井戸、不圧帯水層中に掘られているものを重力井戸という。

### 掘井戸と掘抜井戸
掘井戸
人が坑内に直接入って掘った井戸。丸井戸ともいう。地域によって呼称が異なり「ガワ井戸」と呼ぶこともある。英語ではdug well。概ね直径1 - 3メートルの孔を、人力により垂直に地下水面に達するまで掘削する。孔壁が崩壊しないように、掘削しながら、孔壁に石積みブロックで、周りを補強しながら掘削していく。地層の硬さ等によって異なるが、おおよそ10 - 20メートル位掘ることができる。地下水位が浅い地域、特に自由地下水が豊富な地域（例えば関東地方では関東ローム層が分布する台地上）において、作成されていた井戸である。日本国内ではボーリング工法（掘削工法としての上総掘りも含む）による掘り抜き井戸を造る技術が普及する以前や、ボーリング工法を採用するまでもなく地下水位が浅い地域で多く設置されていた。現在ではボーリングによる井戸設置が一般化したため、掘井戸作成の職人が少なくなり、新しく造られることは少なくなってきている。
掘抜井戸
難透水層を掘り抜き深い帯水層の地下水を汲み上げる井戸。地上から棒状のもので穴を掘っていき細い水管を差し込んだものである。具体的にはボーリング工法（掘削工法としての上総掘りも含む）により作成する。江戸時代には上総掘りの普及といった技術の進歩や衛生上の利点といった点から掘抜井戸が普及した。降水の少ない砂漠地帯でも水を得ることができる。オーストラリアの大鑽井盆地は掘抜井戸が多いことで有名である。

### 自噴井と非自噴井
掘抜井戸は自噴井と非自噴井に分けられる。
自噴井
帯水層に大きな圧力がかかって地下水が地上に噴出する井戸を自噴井といい、自流井、吹上井、アーティシャンウェルともいう。被圧地下水（胚胎する地下水の水面が、その帯水層上面よりも高い状態）に井戸を掘り、その水面が地表面以上になると、地下水は汲み上げなくても井戸から噴き出し、掘抜井戸で被圧帯水層を取水している井戸にこの現象が現れる。地域的には扇状地の先端（地形としては扇端部と言う）にあることが多い。
非自噴井
自噴井ではない掘抜井戸。

### 浅井戸と深井戸
井戸の深さ（孔底深度）が浅く不透水層の上にあって自由地下水（不圧地下水）を取水している井戸を浅井戸（及び浅井戸水）、孔底深度が深く不透水層の下から取水している井戸を深井戸（及び深井戸水）という。ただ、この分類には学問的な定義がなく、一般には深さ20 - 30メートルが基準とされる。ただ、地下に分布する帯水層の深度は地域ごとに異なる。

## 江戸下町の井戸
江戸時代の江戸の下町地域は、他所から水を引き込む玉川上水を起源とする上水井戸であった。これらの上水井戸は、市中に埋設された上水道の埋設管路（ライフライン）から供給され、貯水・取水するための設備であった。
これは大部分の下町地域は太田道灌により海を埋め立てて造成された地域であり、井戸を掘っても海水ばかりがでて使い物にならなかったため、埋設管路により下町に水を供給し、これを井戸（形状としては掘井戸の形）に接続させ、給水を行っていた。そのため水が桶に溜まるまで多少の時間がかかり、それを待つ間に近所の者で世間話をする「井戸端会議」という言葉が生まれた。

## 井戸の設備

### 井戸の構造
井戸側（井筒）
垂直に掘る竪井戸の場合、地盤が堅固であれば素掘りでもよいが、崩れやすい場合には井戸側が必要となる。井戸側には板や石組みのもののほかコンクリート製のものなどがある。なお、かつて井戸底部には底を抜いた状態の桶が埋められていた。
井戸管
ボーリング工法（掘削工法としての上総掘りも含む）により掘削した孔に入れる管のことを言う。「井戸ケーシング」とも言う。
スクリーン
井戸管のうち、地下水を取水するために孔またはスリット（縦ないし横に幅0.5 - 2ミリメートル程度の切れ目が入っている）が設置されている管のことを言う。日本では「ストレーナー」と言うことが多い。
充填砂利
スクリーンが設置されている区間には、スクリーンの外周（掘削孔との間）に砂利を入れる。この砂利のことを言う。「グラベルパッキング」とも言う。設置する目的は、主として地下水を取水する帯水層を構成する地層を井戸孔内に入れない（層状水の場合の細かい砂など）ようにし、井戸が詰まらないようにするためである。

### 取水設備
柄杓
初期の井戸の揚水方法は柄杓であった。
釣瓶
掘井戸（上記参照）では一般につるべと桶によって水を汲む。
ポンプ
掘り抜き井戸では一般にポンプ（手押し式、電動式）で水を汲み上げる。手押しポンプが昭和初期から昭和20年代頃までよく利用された。
なお、横井戸（上記参照）の場合には、自然流下により取水する場合が多い。

## 井戸の掘削

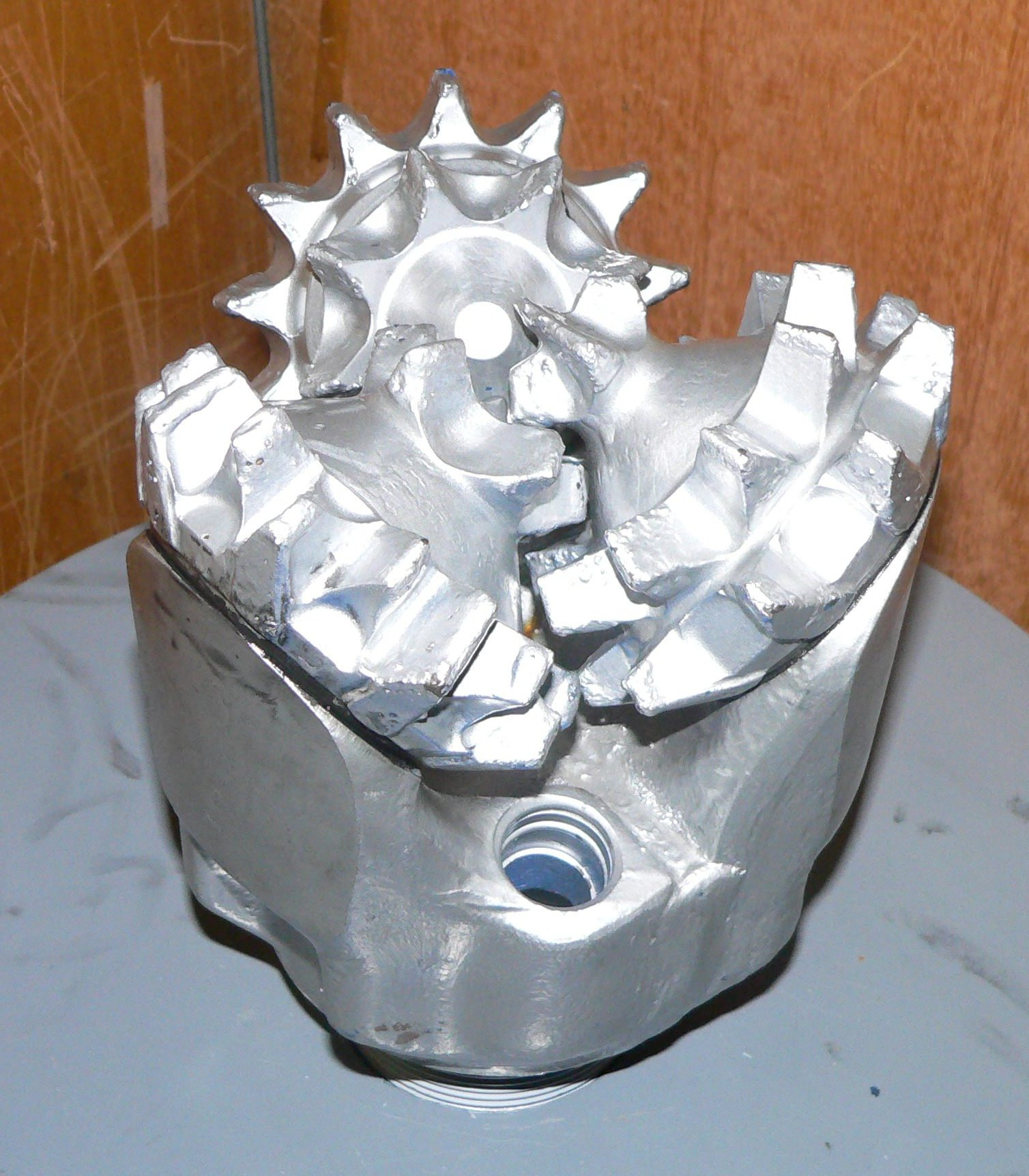
井戸の掘削に使用されるトリコンロックビット

地表から地下の帯水層まで掘っていき井戸をつくることをさく井（さくせい）と呼ぶ。漢字では「鑿井」であるが「鑿」の字が常用漢字外であるため、鑿井業者は「さく井」と書くことが多い。なお、鑿（のみ）は大工道具のノミを意味する。
機械掘りは打込式・衝撃式・回転式などに分類される。衝撃式の一種として上総国で発達した竹の弾性を利用して鉄のノミを打ち付けて掘削する「上総掘り」がある。

## 井戸の利用

### 井戸水の特質
井戸水の水温は気温ではなく地温の影響を受けるが、その水温は年間を通してほぼ一定である。
井戸水は一般的には地下をゆっくりと流れる際にミネラル分を溶かし込み、また、病原細菌や汚染物質についても地中微生物が分解したり土壌の吸着作用によって浄化される。ただし、特に浅井戸は地面の汚染に影響されやすく病原物質や原虫などが増え飲用に適さなくなる場合もある。

### 厚生労働省による飲用を目的とする井戸の衛生対策
厚生労働省は昭和62年に「飲用井戸等衛生対策要領」を生活衛生局長名で通知（最終改正は平成16年）。飲用を目的とする井戸設置者等に対して、以下の3項目を求めている。
- 周辺にみだりに人畜が立ち入らないように適切な措置を講ずること
- 構造（ポンプ、吸込管、弁類、管類、井戸のふた等）並びに井戸周辺の清潔保持等につき定期的に点検を行い、汚染に対する防護措置を講ずるとともに、これら施設の清潔保持に努めること
- 定期及び臨時の水質検査を行うこと（2012年時点の水道法では水質検査の義務はないが、厚生労働省は国民の健康を守る立場からの推奨であり、不特定多数に提供する場合は保健所から水質検査を行うよう指導が行われる[20]）

飲用目的井戸の水質検査の受検率は6%強程度にとどまっていると推定されている（平成16年度厚生労働省調べ）。また、受検された井戸のうち26%は一般細菌、大腸菌、硝酸態窒素等の一般項目が水道法の水質基準（飲用に適する基準）に適合しておらず、さらに7%（受検井戸数は一般項目の1/3程度）はヒ素等の重金属が水道法の水質基準に適合していない状況である（同）。

### 地盤沈下の問題
工業用水等に利用するための深井戸からの大量の取水は地盤沈下の問題を引き起こしたため現在日本では厳しい規制が設けられている。

### 非常災害用井戸

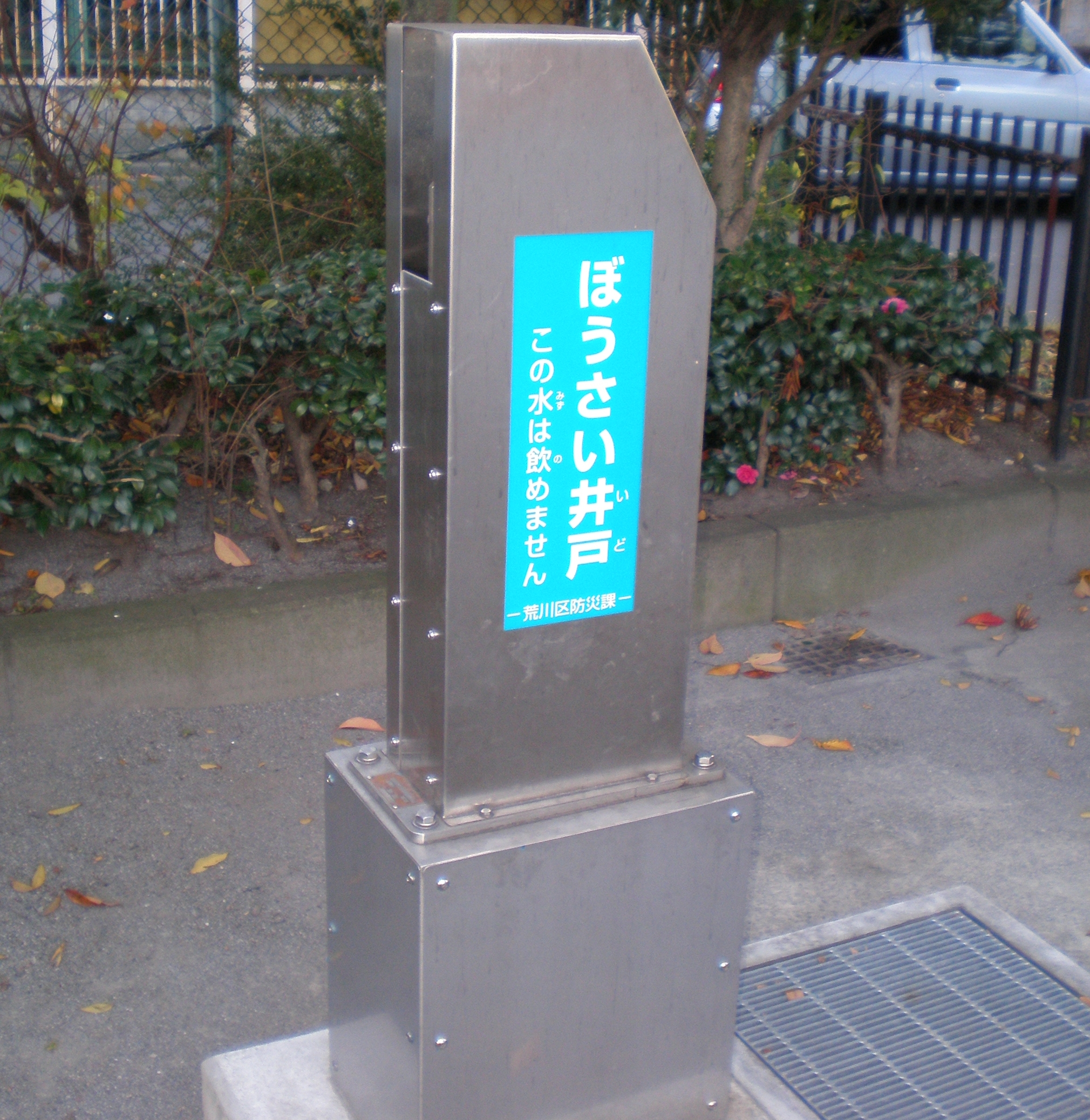
荒川区の公園内に設置された災害用井戸

各自治体で防災用井戸の登録などが行われていたが、1995年1月17日の阪神・淡路大震災で井戸が活用されて以降、日本では災害時の水源として浅井戸が見直され、全国に登録制度が広がった。
東京都や埼玉県をはじめとした地方自治体では、大地震発生の際にライフラインが絶たれることを想定し、機能する既存の井戸を非常災害用井戸として指定し、非常時の飲料水など生活用水の確保を行っている。これらの井戸では定期的に水質検査を行っており、使用上の問題はないが、無指定の井戸については大腸菌等の細菌や、重金属により汚染されている場合も考えられることから注意が必要である。
兵庫県加古川市にある加古川グリーンシティ防災会では独自の非常災害用井戸（防災井戸・深さ30メートル）を2箇所設け、定期的に水質検査も行う住民独自の備えを持つようなところもある。
能登半島地震でも浄水場や水道管の破損が起きたことから、井戸水でしのぐ例があった。

## 井戸と生物
井戸は人工物な閉鎖水域であり外部の水界からは孤立しているため、井戸自体に固有の生物はいない。しかし、井戸の水源となる地下水中には地下水に適応した生物が生息しており、それが帯水層に開けられた穴である井戸から確認されることがある。井戸を冠する生物として、イドミミズハゼやイドウズムシなどが存在する。

## 井戸と文化
井戸には個人所有の場合と共同所有の場合がある。一般には井戸の掘削費用が高額で地形的な観点からも水を得ることが困難な場所も多いことから共同所有の井戸が多かった。生活の一部である井戸端は格好の会話の場所でもあり、その名残として近所に住む主婦同士で世間話をすることを「井戸端会議」と呼ばれている。
井戸は、往々にして垂直に細長く掘られた縦穴である。水は深いかも知れないが、水面は狭く、その底からは、真上を中心とする、わずかな角度しか見えない。そのため、見識が狭いことを井戸に言及して「井の中の蛙」などと言うこともある。逆に、これを利用して、地球の大きさを求めたのが、エラトステネスである。

### 井戸の神聖化

水木しげるロードに設置されている「井戸の神」のブロンズ像

水は生活にとって不可欠のものであり、それを汲み上げる井戸は重要視され信仰の対象とされてきた。日本においては井戸神として弥都波能売神（みづはのめのかみ、水神）などが祀られた。井戸の中に鯉などが放たれていることもある。魚が棲めるということは水が清いということである。この魚を井戸神とみなす地方もあり、井戸の魚はとってはいけないとされる。イモリも井戸を守る「井守」から来ているという説がある。
井戸には禁忌も多くあり、刃物や金物を投げ込むこと、大声を井戸に向かって発することは厳に戒められた。
井戸は地下の黄泉に繋がる異界への入り口とも考えられていた。幽霊が出るなどはその一例である。ギルガメシュ叙事詩では、ギルガメシュは井戸（取水口）からアプスー（地底の淡水の海）へと潜り、若返りの草を得た。また平安時代に小野篁が井戸を通って地獄に通ったとされる伝説も有名。最近では鈴木光司によるホラー小説『リング』があり、井戸が作品のキーポイントとなっている。盆を迎える前に井戸替え（井戸浚い）を行うのは死者の道を整備するという意味があったものと考えられている。
家屋の解体などに伴って井戸を埋める際には、魔よけのために儀式が執り行われた。また、埋めることになった井戸に「息継ぎ竹」と呼ばれる竹を立てる風習があった。

### 年中行事
- 若水汲み

元旦には井戸から若水汲みが行われた。
- 井戸替え

掘井戸は水を汲み出して塵芥を取り去るための大規模な清掃が必要であり、これを井戸替え、井戸浚え（いどさらえ）、晒井戸（さらしいど）などと呼ぶ。日本では井戸替えも専門の業者が行う他、使用者が共同で当たり地域における夏の年中行事として行なわれる。井戸替えは盆前の七夕あるいは土用の日と決められる場合が多く、江戸時代、江戸市中では7月7日に行われる年中行事であった。

### エピソードなど
- 聖書ではイサクの嫁をしもべが探す場所として井戸が登場する（『旧約聖書』創世記24章11節〜）。また、イエス・キリストが「ヤコブの井戸」でサマリア人の女に水を求める話（新約聖書 ヨハネによる福音書4章6節〜）がある。
- 中国のことわざに「飲水不忘挖井人（水を飲むときには井戸を掘った人を忘れない）」というのがある。ある物事に先鞭を付けた人へのたとえとして使われている（日中国交正常化を主導した田中角栄の評など）。
- 和文通話表で、「ゐ」を送る際に「井戸のヰ」という。

## 特殊な井戸
石油・天然ガス・地熱などの地中にある資源をくみ上げるための井戸を生産井（せいさんせい、英語: production well）といい、石油生産の場合は油井（ゆせい）、天然ガス生産の場合はガス井（ガスせい）、地熱供給の場合は地熱井という。
地盤沈下抑止や、石油生産を向上させるために、帯水層に直接的に水を注入する井戸については、注入井（ちゅうにゅうせい、英語: injection well）または涵養井（かんようせい、英語: recharge well）と言う。
地すべりを抑止するために、地中から地下水を排水することを目的として、直径4メートル程度の井戸を掘削し、井戸内部からすべり面に向けて、水平に排水用井戸を設置する対策工法がある。これらの井戸を集水井（しゅうすいせい）と呼ぶ。
地下水の水位や水質、地表付近の不飽和土中の地中ガスを観測するために設置する井戸を、特に観測井（かんそくせい）と呼ぶ。
海から遠い内陸部では、塩を含んだ塩井（しおい）から井塩が作られた。中国では水鉄砲の仕組みを使った卓筒井が作られた。